# 蚕室ナル駅
蚕室ナル駅（チャムシルナルえき）は、大韓民国ソウル特別市松坡区新川洞にあるソウル交通公社2号線の駅。駅番号は(215)。
副駅名は水協中央会控除保険。

## 駅構造
相対式ホーム2面2線を有する高架駅で、フルスクリーンタイプのホームドアが設置されている。
改札口は3ヶ所あり、そのうち2ヶ所は互いにコンコースでつながっている。もう1ヶ所は漢江市民公園方面専用の改札口である。
エレベーター完備。出入口は1番から4番までと漢江市民公園方面出口の計5ヶ所ある。
漢陽大駅から当駅まで地上区間だが、次の蚕室駅から先は地下区間となる。

### のりば
- 案内上ののりば番号は設定されていない。

| 内回り | 2号線 | 蚕室・総合運動場・宣陵・江南方面      |
| 外回り | 2号線 | 建大入口・聖水・往十里・乙支路3街方面 |

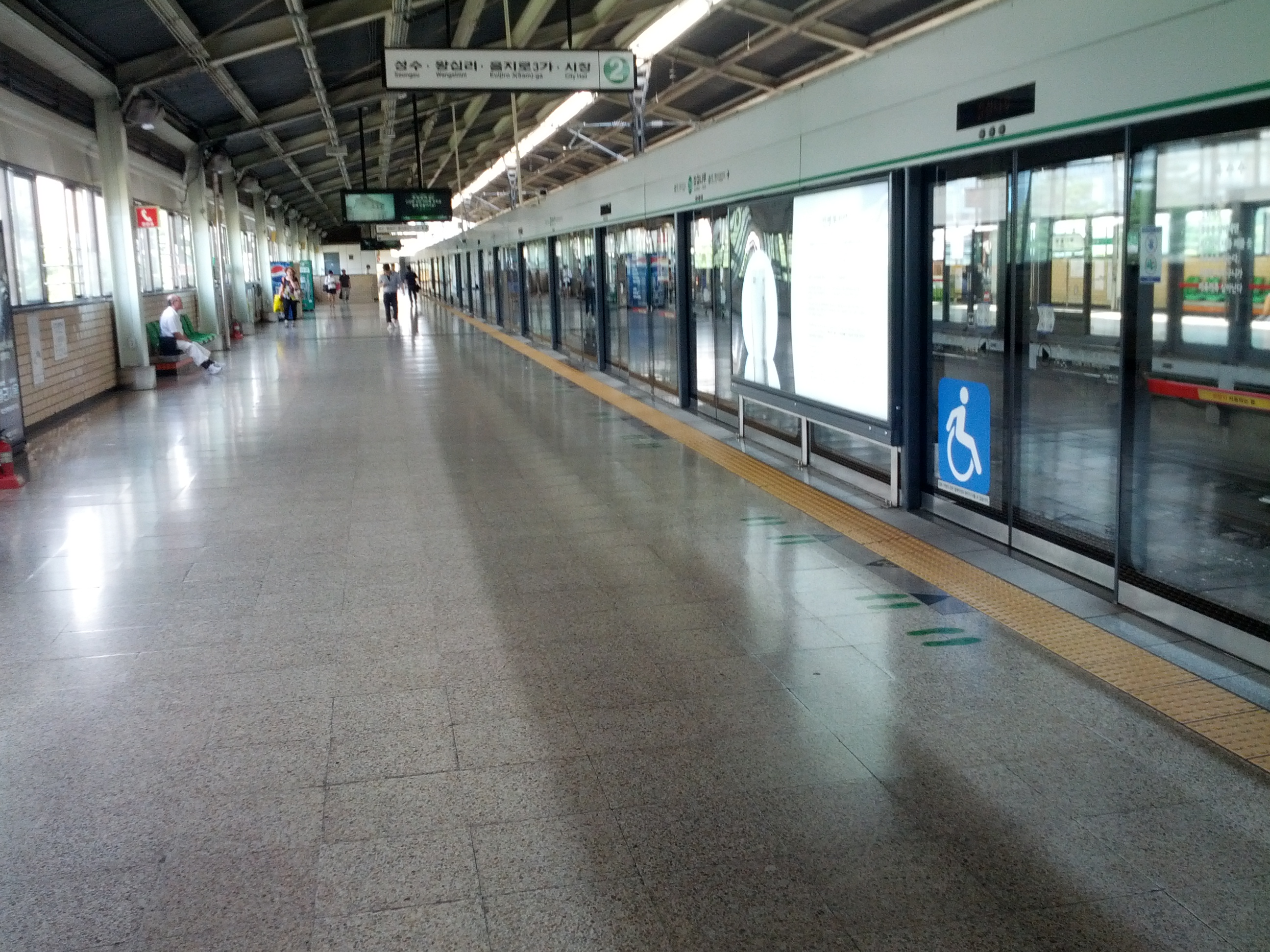
プラットホーム

## 利用状況
近年の一日平均利用人員推移は下記のとおり。
| 路線  | 路線     | 2000年 | 2001年 | 2002年 | 2003年 | 2004年 | 2005年 | 2006年 | 2007年 | 2008年 | 2009年 | 出典  |
| ----- | -------- | ------ | ------ | ------ | ------ | ------ | ------ | ------ | ------ | ------ | ------ | ----- |
| 2号線 | 乗車人員 | 21,194 | 21,808 | 21,556 | 20,056 | 16,285 | 15,227 | 15,732 | 15,833 | 16,529 | 20,034 | [ 2 ] |
| 2号線 | 降車人員 | 20,120 | 20,453 | 20,345 | 19,127 | 15,858 | 14,752 | 15,219 | 15,174 | 16,382 | 18,889 | [ 2 ] |
| 2号線 | 乗降人員 | 41,314 | 42,261 | 41,901 | 39,182 | 32,142 | 29,979 | 30,951 | 31,007 | 32,910 | 38,923 | [ 2 ] |
| 路線  | 路線     | 2010年 | 2011年 | 2012年 | 2013年 | 2014年 | 2015年 |        |        |        |        | [ 2 ] |
| 2号線 | 乗車人員 | 19,434 | 19,316 | 18,923 | 18,879 | 19,026 | 18,291 |        |        |        |        | [ 2 ] |
| 2号線 | 降車人員 | 18,268 | 18,262 | 17,903 | 17,904 | 18,212 | 17,531 |        |        |        |        | [ 2 ] |
| 2号線 | 乗降人員 | 37,702 | 37,578 | 36,826 | 36,783 | 37,237 | 35,823 |        |        |        |        | [ 2 ] |

## 駅周辺
- ソウル峨山病院
- 蚕室高等学校
- 水協中央会営業部
- 薔薇アパート
- パークリオアパート
- 美星アパート
- 蚕室真珠アパート
- クローバーアパート
- 蚕室中央教会
- 漢江（蚕室鉄橋）

## 歴史
- 1980年10月31日 - 開業。駅名は城内駅（성내역）。
- 2010年8月9日 - 江東区城内洞に位置する駅と誤解されることがあったため、駅名を「蚕室ナル駅」に改称[3]。

## 隣の駅
ソウル交通公社
 2号線
江辺駅 (214) - 蚕室ナル駅 (215) - 蚕室駅 (216)